# Харченко Катерина Іванівна
Катери́на Іва́нівна Ха́рченко  (1890 , Бабаї, Харківський повіт, Харківська губернія, Російська імперія  — невідомо ) — український політичний і господарський діяч. Депутат, член Мандатної комісії Верховної Ради УРСР 1-го скликання (1938–1947). Член ЦК КП(б)У (1938–1949).

## Біографія
Народилася 1890 року в багатодітній бідній селянській родині Івана Веріженка в селі Бабаї, тепер селище Бабаї, Харківський район, Харківська область, Україна. З 1903 по 1905 рік наймитувала в поміщика в селі Бабаї.
З 1905 по 1918 рік працювала здіймальницею і прядильницею шпагатного і джутово-прядильного цехів Харківської канатної фабрики Південноросійського товариства прядивної і джутової промисловості. У 1918–1925 роках — полірувальниця шпагатного цеху Харківської канатної фабрики.
Член РКП(б) з 1924 року.
З вересня 1925 по червень 1926 року навчалася на курсах в Харківській міській партійній школі.
У 1926–1927 роках — полірувальниця шпагатного цеху Харківської канатної фабрики. У 1927–1928 роках — секретар фабрично-заводського комітету Харківської канатної фабрики. З 1928 по 1929 рік працювала підмайстром шпагатного цеху Харківської канатної фабрики, була жіночим організатором.
У квітні 1929 – жовтні 1931 року — заступник директора Харківської канатної фабрики (заводу) імені Г. І. Петровського.
З 13 жовтня 1931 по квітень 1935 року навчалася три з половиною роки в Промисловій академії міста Іваново Івановської області РРФСР.
З травня 1935 по 1936 рік — начальник зміни шпагатного цеху Харківського канатного заводу. У 1936–1937 роках — секретар парторганізації(?) Харківського канатного заводу. У квітні — грудні 1937 року — начальник зміни шпагатного цеху Харківського канатного заводу. 
З грудня 1937 року — начальник канатно-звалювального (пенькоканатного) цеху 1-го (Харківського) державного канатного заводу імені Г. І. Петровського, передовик виробництва. 
26 червня 1938 року була обрана депутатом Верховної Ради УРСР 1-го скликання від Червонобаварської виборчої округи № 239 Харківської області.
Делегат XIV (1938) і XV (1940) з'їзду КП(б)У.
Під час німецько-радянської війни перебувала в евакуації в місті Ташкенті Узбецької РСР. З жовтня 1941 по січень 1944 року працювала начальником відділу технічного контролю Ташкентської канатної фабрики.
У січні 1944 року повернулася до міста Харкова. Не працювала через хворобу.